# Ferenc Horváth (politik)
Ferenc Horváth, slovensko-madžarski politik; * 13. april 1972, Murska Sobota.
Trenutno je poslanec madžarske narodne manjšine v Državnem zboru Republike Slovenije.

## Življenjepis
Leta 1991 je zaključil Srednjo šolo kovinarske, pedagoške in ekonomske usmeritve, smer ekonomski tehnik in se vpisal na Pedagoško fakulteto Univerze v Mariboru, kjer je diplomiral leta 1996. Istega leta se je zaposlil na Zavodu za informativno dejavnost madžarske narodnosti, leta 2011 pa postal njegov direktor. 

### Politika
Več let je deloval kot podžupan Občine Lendava. Med letoma 2014 in 2018 je bil predsednik Sveta Pomurske madžarske samoupravne narodne skupnosti. Na državnozborskih volitvah 2018 je kandidiral za mesto poslanca madžarske narodne manjšine in bil izvoljen.  Horváth ob nastopu funkcije ni odstopil z mesta predsednika sveta PMSNS, k čemur ga je pozival del državnega zbora. Je član naslednjih delovnih teles:
- Komisije za narodni skupnosti (predsednik)
- Odbora za izobraževanje, znanost, šport in mladino (član)
- Kolegija predsednika Državnega zbora Republike Slovenije (član)
- Mandatno-volilne komisije (član)
- Ustavne komisije (član)